# Anita Halldén
Annie (Anita) Alexandra Elisabeth Halldén, född Wollter 30 juni 1887 i Ystad, död 25 mars 1970 i Älvsborg Göteborg, var en svensk sångtextförfattare och översättare.
Halldén skrev flera kuplettexter till Ernst Rolf, bland annat "I Honolulu", "Allt beror på dej" och "Valencia". Hon var sedan 1923 gift med kompositören Björn Halldén. Tillsammans med honom översatte hon operetter, som Viktorias husar och Cirkusprinsessan. Hon använde sig också av pseudonymerna S.S. Wilson och Alexander. Under pseudonymen S.S. Wilson skrev hon bland annat texter till schlagers som Jules Sylvains "Köp hjärtan" (1931), "När vi möttes allra första gången", "Rumba Zorina" och "Trolljazzen (Den som inte vill dansa då)" och översatte många amerikanska schlagers till svenska, bland annat "Ser du stjärnan i det blå" ("When you wish upon a star") och "Två solröda segel" ("Red Sails in the Sunset", originaltext av Jimmy Kennedy).
Översättningar tryckta i bokform tycks inskränka sig till Hella Wuolijokis pjäs Motgift (Radiotjänst, 1946).